# Rüchigrat
Rüchigrat är en bergstopp i Schweiz.   Den ligger i kantonen Glarus, i den östra delen av landet, 120 km öster om huvudstaden Bern. Toppen på Rüchigrat är 2 657 meter över havet, eller 231 meter över den omgivande terrängen. Bredden vid basen är 1,7 km.
Terrängen runt Rüchigrat är bergig åt nordost, men åt sydväst är den kuperad. Närmaste större samhälle är Glarus, 9,6 km nordost om Rüchigrat. 
Trakten runt Rüchigrat består i huvudsak av gräsmarker. Runt Rüchigrat är det ganska glesbefolkat, med 34 invånare per kvadratkilometer.